# Бингэм, Джордж Чарльз, 3-й граф Лукан
Джордж Чарльз Бингэм, 3-й граф Лу́кан (с 30 июня 1839) (англ. George Charles Bingham, 3rd Earl of Lucan) или лорд Лукан (16 апреля 1800 — 17 ноября 1888) — англо-ирландский аристократ, британский военачальник, фельдмаршал (21 июня 1887), участник Крымской войны.

## Биография
Из древнего английского рода. Получил образование в Вестминстере, в 1816 году поступил на военную службу. С 1820 — лейтенант, с 1826 — майор. В 1828 году был военным наблюдателем в русской армии во время войны с Турцией. Был известен как лорд Чарльз Бингэм до смерти своего отца, 2-го графа Лукана, в 1839 году.

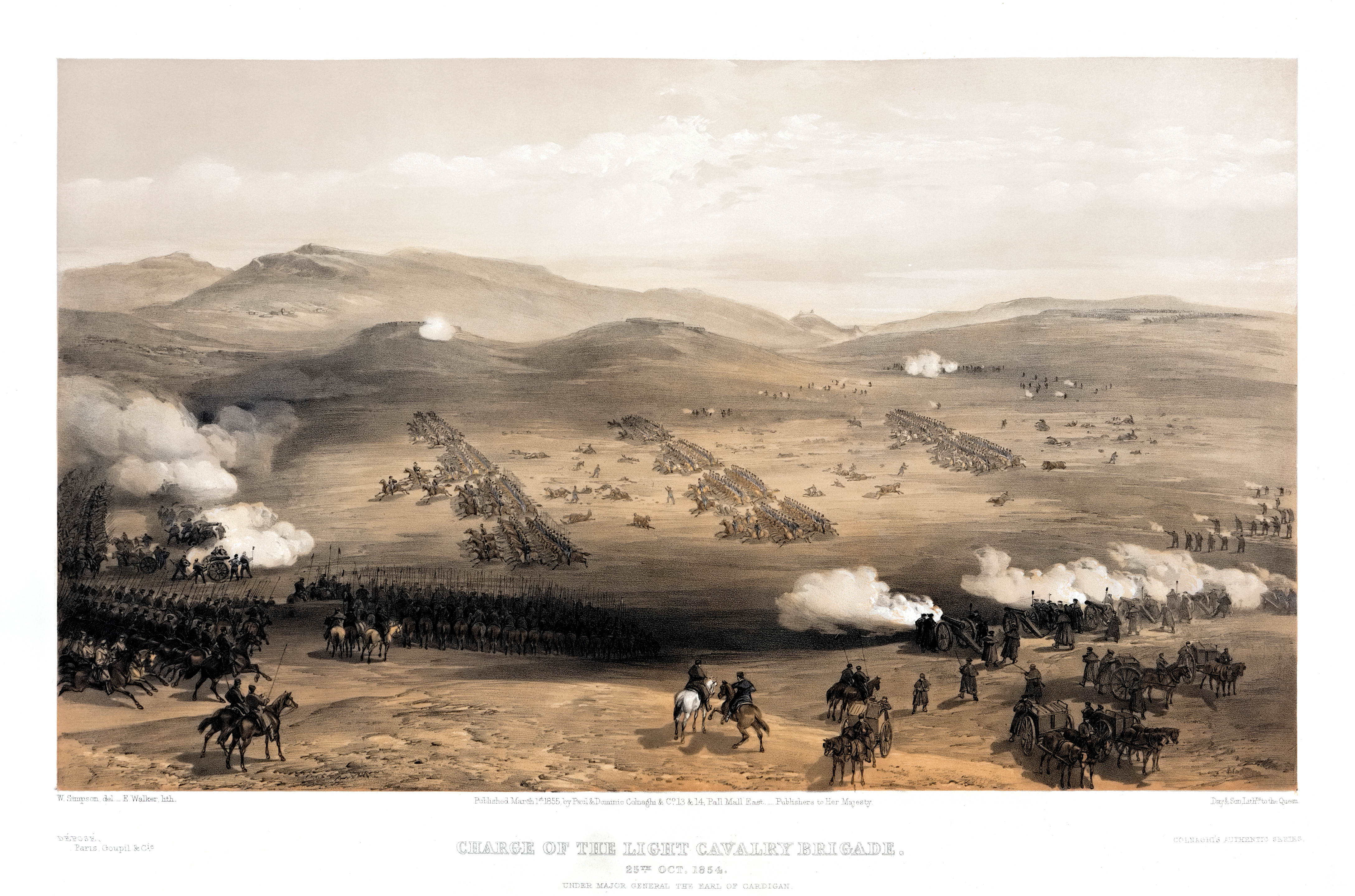
В. Симпсон, Атака лёгкой бригады 25 октября 1854

С 1841 — полковник, с 1851 — генерал-майор. Благодаря личным связям во время Крымской войны получил назначение командующим британской кавалерией. Имел плохие отношения с подчиненными, в том числе с собственным шурином генерал-майором лордом Кардиганом, командиром бригады лёгкой кавалерии, что сыграло трагическую роль в сражении под Балаклавой 25 октября 1854 года: неверное истолкование приказа лордом Луканом и атака бригады лёгкой кавалерии на укрепленные позиции под фронтальным и фланговым огнём русской пехоты и артиллерии привела к тяжелым потерям, за 20 минут боя из немногим более 600 кавалеристов погибло и попало в плен 365 человек.
Хотя больше никогда не привлекался к командованию, после войны в 1858 году стал генерал-лейтенантом, в 1865 году — полным генералом, в 1887 — фельдмаршалом.

## Семья
29 июня 1829 года Джордж Бингэм женился на леди Энн Браднелл (29 июня 1809 — 2 апреля 1877), седьмой дочери Роберта Браднелла, 6-го графа Кардигана (1760—1837), и Пенелопы Энн Кук. У супругов было шестеро детей, две дочери еще родились или умерли вскоре после рождения:
- Чарльз Бингэм, 4-й граф Лукан (8 мая 1830 — 5 июня 1914). Он был женат с 1859 года на Сесилии Кэтрин Гордон-Леннокс (1838—1910), дочери Чарльза Гордон-Леннокса, 5-го герцога Ричмонда.
- Августа Бингэм (7 февраля 1832 — 3 июля 1888) в 1853 году она вышла замуж за своего кузена, Генри Стерта, 1-го барона Алингтона[англ.]
- Лавиния Бингэм (около 1836 — 15 сентября 1864), в 1856 году она вышла замуж за Чарльза Хардинджа, 2-го виконта Хардинджа, члена парламента от Даунпатрика.
- Контр-адмирал Ричард Бингэм (6 января 1847 — 12 ноября 1924), он женился на Мэри Элизабет Коул, правнучке по отцовской линии Эдварда Смита-Стэнли, 12-го графа Дерби, и внучке по материнской линии Генри Брука Парнелла, 1-го барона Конглтона[англ.].